# تقيح جلد الوجه
تقيح جلد الوجه (بالإنجليزية: Pyoderma faciale)‏ أو العد الوردي الخاطف (بالإنجليزية: Rosacea fulminans)‏ هو مرض عقدي كروي الشكل يظهر فجأة على الوجه.

## روابط خارجية
- Rosacea Helpful Resources
- Pyoderma faciale Biopsy Case Study
- Pyoderma faciale Case Study